# Остерберг
Остерберг (нім. Osterberg) — громада в Німеччині, знаходиться в землі Баварія. Підпорядковується адміністративному округу Швабія. Входить до складу району Ной-Ульм. Складова частина об'єднання громад Альтенштадт.
Площа — 13,79 км2. Населення становить 925 ос. (станом на 31 грудня 2020).

## Галерея

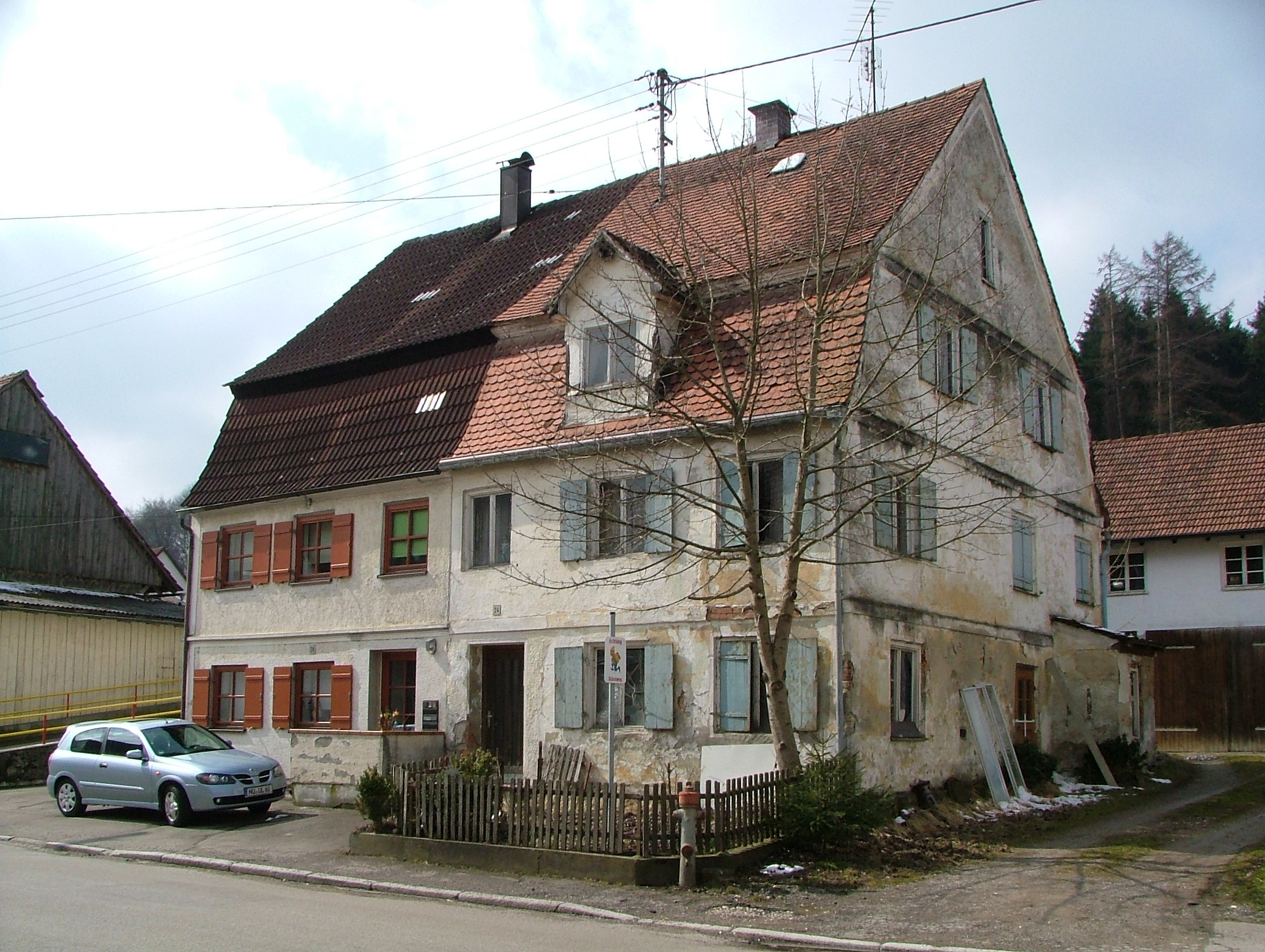